# Nealite
La nealite est une espèce minérale composée de chloro-arséniate de plomb et de fer, de formule : Pb4Fe2+(As5+O4)2Cl4.

## Historique de la description et appellations

### Inventeur et étymologie
Décrite par Pete Dunn et Roland Rouse, dédiée au découvreur : Leo Neal Yedlin (1908-1977).

### Topotype
- Laurion (Grèce)

## Caractéristiques physico-chimiques

### Cristallographie
- Paramètres de la maille conventionnelle : {\displaystyle a} = 6,53 Å, {\displaystyle b} = 10,23 Å, {\displaystyle c} = 5,58 Å ; Z = 1 ; V = 368,42 Å3
- Densité calculée = 5,88 g cm−3

## Gîtes et gisements

### Gîtologie et minéraux associés
Gîtologienéo-minéralisation sur scories antiques de plomb et d'argent ayant séjourné dans l'eau de mer.
minéraux associésParalaurionite, georgiadésite et la paragénèse habituelle des scories du Laurion.

### Gisements producteurs de spécimens remarquables
- Grèce

Le district minier antique du Laurion (topotype) compte près de 5 occurrences : Oxygon, Passa Limani, Sounion, la baie de Thorikos, et Vrissaki.
- Italie

Carpenara, Val Varenna, Gênes, Ligurie
Baratti, Piombino, Livourne, Toscane